# Riu Zuñi
El Zuñi o Zuniés un afluent del riu Little Colorado al sud-oest dels Estats Units. Té el seu origen al comtat de Cibola, Nou Mèxic, a les Zuñi Mountains a la divisòria continental . El riu davalla pels vessants occidentals de les Zuñi en direcció general sud-oest travessant la reserva índia Zuni per a confluir amb el Little Colorado a l'est d'Arizona. El Zuni té una llargada aproximada de 90 milles (140 km) i té una conca a Nou Mèxic d'unes 1,300 milles quadrades (3,400 km2).

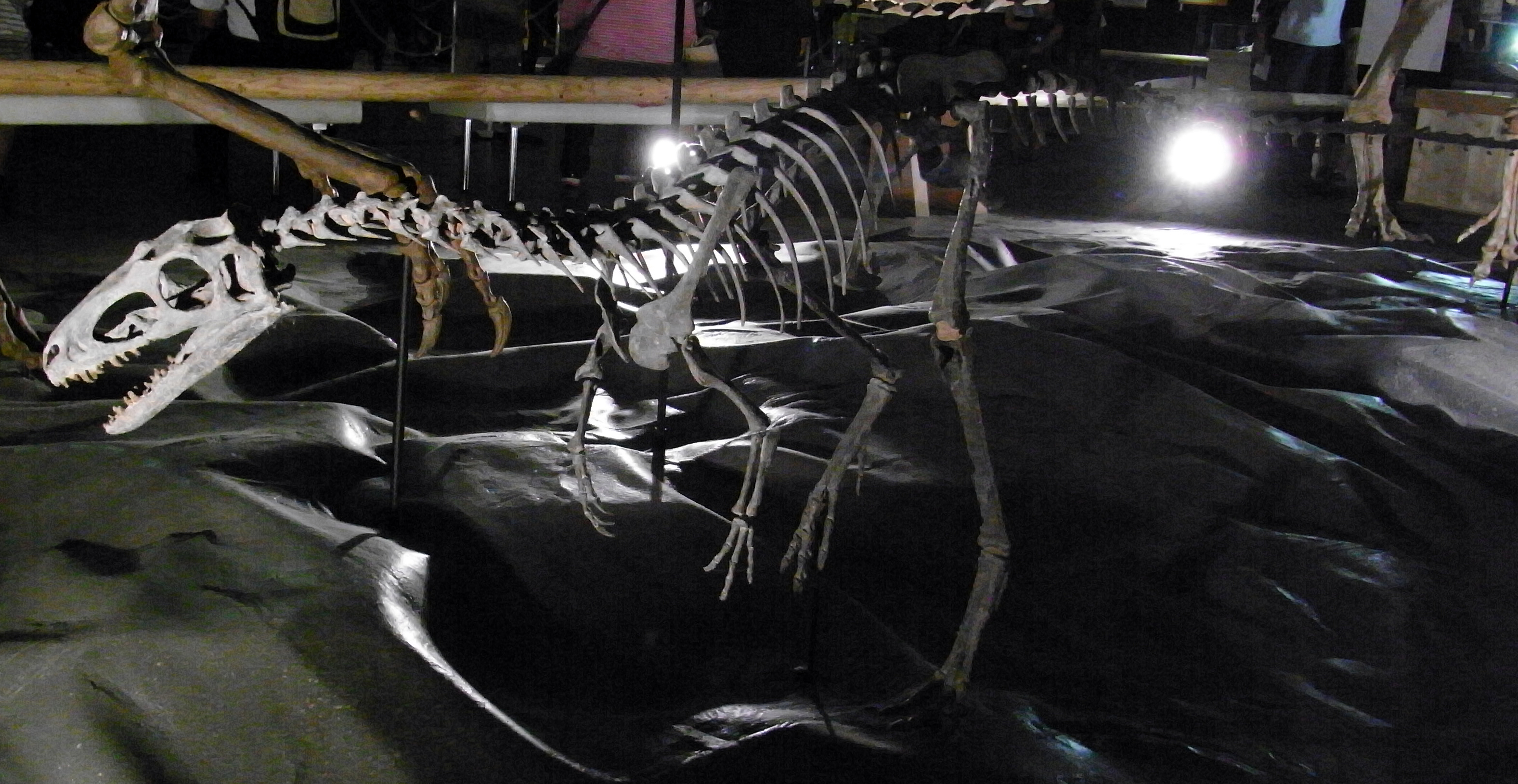
Muntatge d'un Suskityrannus al Dino Kingdom (2012)

El Zuñi neix a unes 4,5 milles a l'est-nord-est de Black Rock a la confluència del Rio Pescado i el Rio Nutria. Fou embassat a Black Rock el 1908 creant-se l'embassament de Black Rock (Black Rock Reservoir). El riu té una petita presa al Zuni Pueblo. El riu és intermitent, s'asseca durant els períodes de sequera, i sovint durant la major part de l'hivern, llevat on hi ha fonts perennes que li donen un cabal superficial durant poca distància.
La formació Moreno Hill es troba a la conca del Zuni. En aquest jaciment s'hi han trobat fòssils del Cretaci final (92 Ma) entre aquests dinosaures dels gèneres Zuniceratops i Suskityrannus.
El riu Zuni és un dels darrers hàbitats restants de l'espècie piscícola Catostomus discobolus jarrovii.
El Zuni és un riu sagrat per al poble zuñi. Cada quatre anys es fa un pelegrinatge religiós al "Camí descalç" (Barefoot Trail) fins a Kołuwala:wa, també anomenat "Zuni Heaven", a la confluència dels rius Zuni i el Little Colorado.